# 소모토

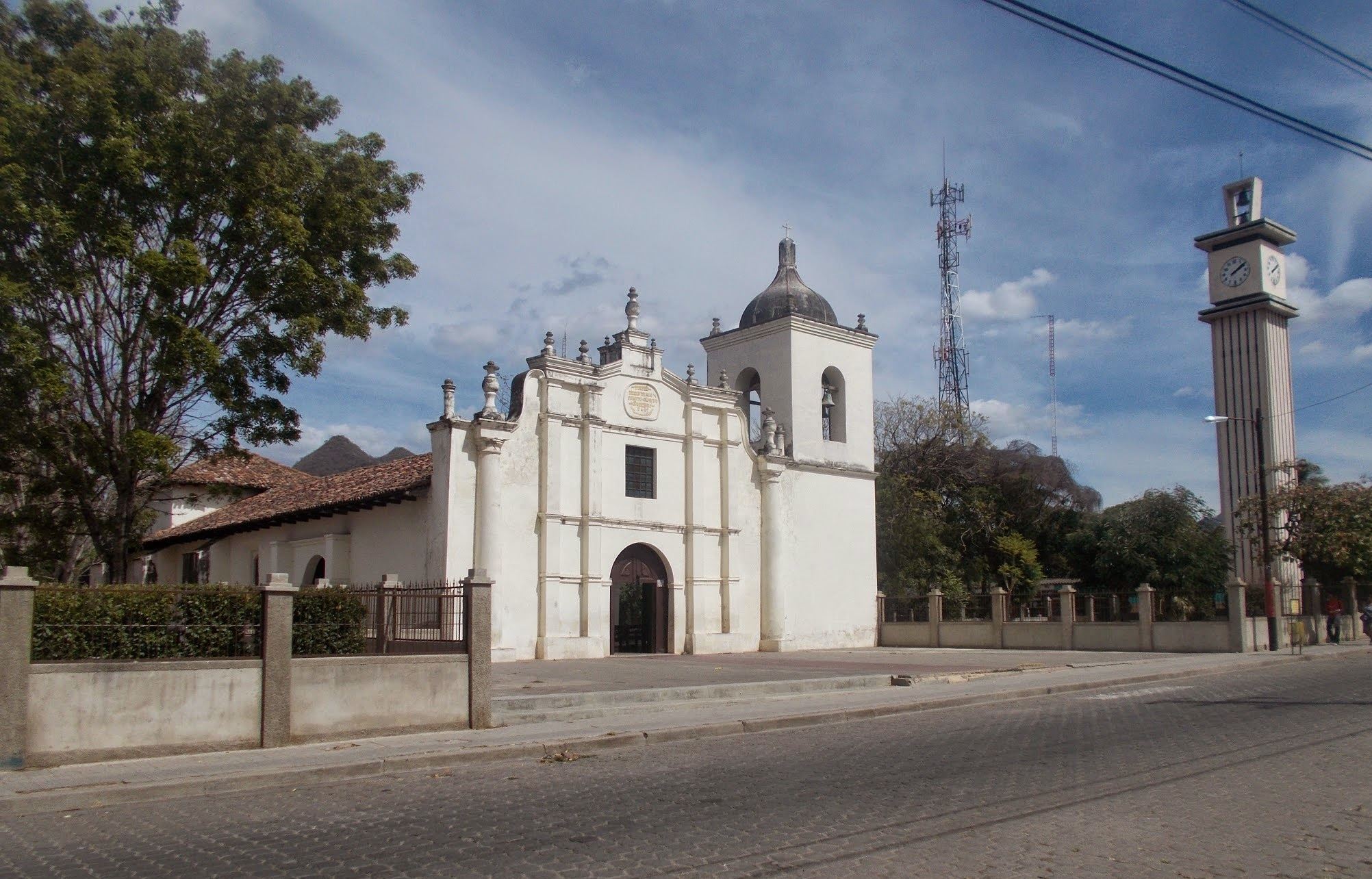

소모토(스페인어: Somoto)는 니카라과 북부에 위치한 도시로 마드리스 주의 주도이며 인구는 15,000명(2005년 기준)이다. 오코탈에서 남서쪽으로 약 20km, 에스텔리에서 북서쪽으로 51km 정도 떨어진 곳에 위치한다.